# Georg I av Hessen-Darmstadt
Georg I, lantgreve av Hessen-Darmstadt, född 10 september 1547 i Kassel, död 7 februari 1596, var son till Filip den ädelmodige och Kristina av Sachsen.
Han var gift med Magdalena av Lippe.

## Barn
1. Ludvig V av Hessen-Darmstadt, född 1577, död 1626
2. Fredrik I av Hessen-Homburg, född 1585, död 1638